# Corée du Sud aux Jeux olympiques d'hiver de 1964
La Corée du Sud participe aux Jeux olympiques d'hiver de 1964, organisés à Innsbruck en Autriche. Ce pays prend part aux Jeux olympiques d'hiver pour la quatrième fois de son histoire. La délégation sud-coréenne, formée de sept athlètes (cinq hommes et deux femmes), ne remporte pas de médaille.

## Résultats

### Patinage de vitesse
| Athlète        | Épreuve              | Temps         | Rang |
| -------------- | -------------------- | ------------- | ---- |
| Choi Young-Bae | 500 mètres hommes    | 44 s 8        | 42   |
| Choi Young-Bae | 1 500 mètres hommes  | 2 min 20 s 3  | 40   |
| Choi Young-Bae | 5 000 mètres hommes  | 8 min 03 s 4  | 17   |
| Choi Young-Bae | 10 000 mètres hommes | 17 min 31 s 3 | 31   |
| Choi Nam-Youn  | 1 500 mètres hommes  | 2 min 30 s 2  | 52   |
| Choi Nam-Youn  | 5 000 mètres hommes  | 8 min 28 s 0  | 36   |
| Kim Hye-Sook   | 500 mètres femmes    | 49 s 6        | 20   |
| Kim Hye-Sook   | 1 000 mètres femmes  | 1 min 45 s 1  | 26   |
| Kim Kui-Chin   | 1 500 mètres femmes  | 2 min 39 s 7  | 27   |
| Kim Kui-Chin   | 3 000 mètres femmes  | 5 min 41 s 6  | 19   |

### Ski alpin
| Athlète       | Épreuve             | Temps         | Rang |
| ------------- | ------------------- | ------------- | ---- |
| Cho Jeong-Soo | Slalom géant hommes | 2 min 55 s 74 | 77   |
| Kim Dong-Bok  | Slalom géant hommes | Disqualifié   | -    |

### Ski de fond
| Athlète      | Épreuve              | Temps             | Rang |
| ------------ | -------------------- | ----------------- | ---- |
| Yang Yong-Ok | 15 kilomètres hommes | Disqualifié       | -    |
| Yang Yong-Ok | 30 kilomètres hommes | 2 h 28 min 54 s 7 | 66   |
| Yang Yong-Ok | 50 kilomètres hommes | N'a pas terminé   | -    |